# ماریکا لتیماکی
ماریکا لتیماکی (انگلیسی: Marika Lehtimäki؛ زادهٔ ۷ فوریهٔ ۱۹۷۵) بازیکن هاکی روی یخ اهل فنلاند است.